# Han Noten
Hendrikus Cornelis Paulus (Han) Noten (Swalmen, 20 februari 1958) is een Nederlands politicus. Van 2011 tot 2018 was hij burgemeester van de Overijsselse gemeente Dalfsen. Van 2003 tot begin 2013 was hij namens de Partij van de Arbeid lid van de Eerste Kamer der Staten-Generaal.
Noten groeide op in het Limburgse Swalmen. Hij doorliep het Bisschoppelijk College in Roermond. Hij studeerde aan de Toneelacademie, maar rondde deze opleiding niet af. Van 1978 tot 1985 studeerde hij arbeids- en organisatiepsychologie aan de Katholieke Universiteit Nijmegen. Hij werkte als vakbondsbestuurder bij de FNV en was directielid bij Centraal Beheer en de Nederlandse Spoorwegen.
In 1993 werd Noten lid van de Partij van de Arbeid. Bij de Eerste Kamerverkiezingen van 2003 werd hij gekozen als lid van de Eerste Kamer. Op 11 november 2003 werd hij voorzitter van de fractie van de PvdA in de Senaat, als opvolger van de overleden Johan Stekelenburg. In maart 2005 leidde de opstelling van de Eerste Kamerfractie van de PvdA inzake een grondwetswijziging die de gekozen burgemeester mogelijk moest maken indirect tot het aftreden van minister Thom de Graaf. Voor de PvdA leidde Noten in 2005 een interne projectgroep die een partijvisie op de verzorgingsstaat moest formuleren. De werkgroep kreeg de opdracht 'De verzorgingsstaat te hervormen met behoud van solidariteit'.
Noten is lid van de raad van commissarissen van Smit Internationale, Univé en Mn Services. Hij was commissaris bij Koninklijke Wegener, waar hij op 27 juni 2008 opstapte "wegens voortdurend verschil van inzicht".
Op 1 februari 2011 startte Noten in de functie van burgemeester van de Overijsselse gemeente Dalfsen.
Op 25 mei 2012 werd Han Noten voorzitter van de NVRD, Koninklijke vereniging voor afval- en reinigingsmanagement. De NVRD vertegenwoordigt gemeenten en hun bedrijven die in Nederland verantwoordelijk zijn voor dagelijkse afvalbeheer en het beheer van de openbare ruimte.
Op 5 februari 2013 verliet Noten de Eerste Kamer in verband met zijn benoeming tot voorzitter van de raad van commissarissen van Espria, een organisatie op het gebied van ouderenzorg, thuis- en kraamzorg. Dezelfde dag nog werd hij opgevolgd door Adri Duivesteijn.
Op 12 maart 2018 maakte Noten per 1 december 2018 bekend te stoppen als burgemeester van Dalfsen. In oktober 2018 werd Erica van Lente voorgedragen om daar burgemeester te worden. In november 2018 werd Van Lente benoemd en de benoeming ging in op 14 januari 2019.